# NGC 2712
NGC 2712 est une galaxie spirale barrée située dans la constellation du Lynx. NGC 2712 a été découverte par l'astronome britannique John Herschel en 1828.

## Caractéristiques
La classe de luminosité de NGC 2712 est II et elle présente une large raie HI. De plus, c'est une galaxie du champ, c'est-à-dire qu'elle n'appartient pas à un amas et qu'elle est donc gravitationnellement isolée.

### Distance
Sa vitesse par rapport au fond diffus cosmologique est de 2 006 ± 13 km/s, ce qui correspond à une distance de Hubble de 29,6 ± 2,1 Mpc (∼96,5 millions d'al).
À ce jour, 19 non basées sur le décalage vers le rouge (redshift) donnent une distance de 28,421 ± 4,251 Mpc (∼92,7 millions d'al), ce qui est à l'intérieur des valeurs de la distance de Hubble.